# La Lande-de-Lougé
La Lande-de-Lougé là một xã thuộc tỉnh Orne trong vùng Normandie tây bắc nước Pháp. Xã này nằm ở khu vực có độ cao trung bình 222 mét trên mực nước biển.